# ケルト海

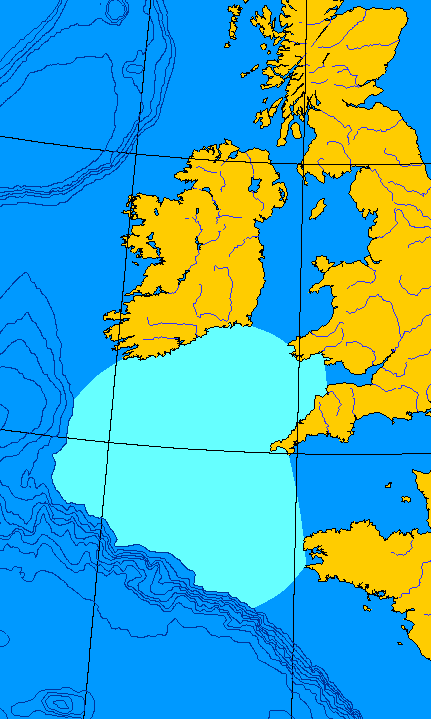
ケルト海の範囲

ケルト海（ケルトかい、英語：Celtic Sea、アイルランド語：An Mhuir Cheilteach、ウェールズ語: Y Môr Celtaidd、コーンウォール語:Mor Keltek、フランス語：Mer Celtique、ブルトン語:Mor Keltiek）は、大西洋北部の海。アイルランドの南に位置し、東はイギリスからフランス沿岸まで及ぶ。イギリス海峡、セントジョージ海峡、ブリストル海峡に接続し、欧州から大西洋に出る船舶の主要航路になっている。西部と南部の範囲はほぼ大陸棚の部分に相当する。水温は中央部で年間6℃の幅があり、沿岸近くではさらに大きくなる。